# Memorial Album
Memorial Album ist ein Jazz-Album von Clifford Brown. Es wurde bei zwei Sessions im Juni und August 1953 in unterschiedlichen Besetzungen aufgenommen und zunächst in Form von zwei 10-Inch-LPs von Blue Note Records veröffentlicht. Nach dem Unfalltod des Trompeters 1956 erschienen die Aufnahmen zusammengefasst auf einer 12-Inch-LP mit neuer Cover-Gestaltung unter dem Titel Memorial Album.

## Album
Der 22-jährige Trompeter Clifford Brown stand zum Zeitpunkt dieser Aufnahmen am Beginn einer Karriere als bedeutender Jazzmusiker. Im Jahr zuvor hatte er noch an kommerziellen Rhythm-and-Blues-Aufnahmen des Sängers Chris Powell mitgewirkt; sein Ruf als ernst zu nehmender Musiker war aber durch die Zusammenarbeit mit Kollegen wie Charlie Parker, Dizzy Gillespie und Stan Getz schon gefestigt.

### Juni-Session mit Lou Donaldson
Die erste Session für Blue Note fand am 9. Juni 1953 unter der gemeinsamen Leitung mit dem Altsaxophonisten Lou Donaldson statt; Alfred Lion hatte die beiden in eine Begleitband von erfahrenen Sessionmusikern wie Percy Heath und Philly Joe Jones eingebettet; außerdem hatte der Pianist Elmo Hope die Gelegenheit für sein Plattendebüt im Jazzbereich. Hope hatte vorher – wie Clifford Brown – im R&B-Umfeld gearbeitet und steuerte nun drei Kompositionen zu der Session bei, nämlich „Bellarosa“, „De-Dah“ und den gemeinsam mit Sonny Rollins geschriebenen Titel „Carvin´ the Rock“.
Dem ersten Titel, Hopes Komposition „Bellarosa“ im Medium-Tempo, folgt „Carvin´ the Rock“. Der Titel – von Sonny Rollins und Hope gemeinsam komponiert – bezieht sich auf das nahe New York City gelegene Gefängnis Rikers Island, in dem auch viele Musiker wegen Drogendelikten einsaßen. Der Titel mit den ungewöhnlichen 16-8-12 Chorussen ist in drei Versionen zu hören; der erste alternate take entstand direkt vor dem späteren master take; am Ende der Aufnahmen wurde noch ein zweiter alternate take aufgezeichnet. Die folgende Lou-Donaldson-Komposition „Cookin´“ wurde in zwei Takes aufgenommen; Höhepunkt der Session ist nach Bob Blumenthal jedoch Clifford Browns lebendige und raffinierte Komposition „Brownie Speaks“, beeindruckend durch die Akkordwechsel. Bedeutend ist auch der Beitrag der Rhythmusgruppe, insbesondere Elmo Hopes Akkorde hinter den Bläser-Solisten. Den Pianisten Hope führte eine melodische Idee zum Titel „De-Dah“; nach der thematischen Einleitung durch die Bläser beginnt er mit einem Solo im Medium-Tempo, in entspannter Stimmung übernimmt Saxophonist Donaldson. Letzter Titel war der Jazzstandard „You Go to My Head“ mit einer ausgeschriebenen einleitenden Passage durch die Bläser, bevor Donaldson das Thema aufnimmt und sein Solo beginnt. Brown schöpft dann in seinem Solospiel die lyrischen Qualitäten des Stücks voll aus, bevor dann der Saxophonist, ihn mit Obligatospiel begleitend, einsetzt.
Zwei Tage später spielten Brown und Heath in Tadd Damerons Nonett; kurz danach, am 22. Juni wirkten sie an dem Album The Eminent Jay Jay Johnson mit. Bei dieser Session bot Alfred Lion dem Trompeter einen weiteren Aufnahmetermin für den August an. Diese zweite Session für Blue Note fand dann am 28. August statt; zu dieser Zeit war Clifford Brown Mitglied der Band von Lionel Hampton. Zwei Musiker der Hampton-Band wirkten dann bei diesen Aufnahmen am 28. August mit, der Altsaxophonist und Flötist Gigi Gryce und der Tenorsaxophonist Charlie Rouse; die Rhythmusgruppe bestand wiederum aus Percy Heath sowie aus dem Pianisten John Lewis und dem Schlagzeuger Art Blakey, der mit Brown ein halbes Jahr später sein erstes Blue-Note-Album A Night at Birdland aufnehmen sollte.

### August-Session mit Gigi Gryce & Charlie Rouse
Die Musik der August-Session profitierte von der Erweiterung zum Sextett; während die Stücke der vorangegangenen Session mit Lou Donaldson noch weitgehend im Bebop-Fahrwasser gespielt wurden, bekamen die August-Aufnahmen einen orchestraleren Charakter durch die sorgfältigen Arrangements und den etwas geschmeidigeren Klang aufgrund John Lewis’ Begleitung. Diese harmonischen Veränderungen hört man schon im ersten Titel „Wail Bait“; er stammte von Quincy Jones, Clifford Browns Kollegen im Bläsersatz der Hampton-Band. Es folgt „Hymn to the Orient“, von Gigi Gryce geschrieben, mit einem beeindruckenden solistischen Wechselspiel von Brown und Blakey. In „Brownie Eyes“ zeigt der Trompeter schon früh die Meisterschaft seines späteren Balladenspiels; die schöne Quincy-Jones-Ballade führt Gigi Gryce als Flötisten ein, der den Trompeter bei seinem Solo begleitet. Danach setzt Gryce auf dem Altsaxophon zu seinem Solo an. „Cherokee“ gehörte zu dieser Zeit zu Browns bevorzugten Akkord-Abfolgen; der Master take nimmt sofort an Geschwindigkeit immer mehr zu, um erst gegen Ende zu dem vertrauten Thema zurückzukehren. Brown spielte ihn danach noch zwei Mal ein; als „Brown Skin“ in einem Orchester unter Leitung von Gryce in Paris und 1955 im gemeinsamen Quintett mit Max Roach. Gryces Flöte und der von Percy Heath gestrichene Bass bilden die Einleitung zum Standard „Easy Living“, in dem Brown wieder seine Balladenkunst zeigt. „Minor Mood“, mit der die Session zu Ende geht, ist eine Komposition des Trompeters und mit viereinhalb Minuten längstes Stück der Aufnahmen. Nach einer Einleitung von John Lewis setzt die ungewohnte Melodie ein, gefolgt vom Solo der Trompeters, dann von Gryce und Rouse. Nach einer kurzen Überleitung von Lewis setzt wieder das dreistimmige Ensemblespiel ein.

## Bewertung
Die ersten Blue-Note-Aufnahmen des Trompeters Clifford Brown zählen für die Jazzkritiker Richard Cook und Brian Morton zu den Höhepunkten des frühen Hardbop; sie vergaben in ihrem Penguin Guide to Jazz dem Memorial Album die höchste Bewertung und hoben insbesondere das sorgfältige Remastering durch Rudy Van Gelder hervor, obwohl dieser nicht der Toningenieur bei den ursprünglichen Aufnahmen war.

## Editorische Hinweise
Die Master takes erschienen zunächst teilweise als Singles, dann wurde die Clifford Brown/Lou Donaldson Session vom Juni 1953 als 10-Inch-LP (LP 5030) herausgegeben. Die Aufnahmen der August-Session mit Gigi Gryce und Charlie Rouse wurden auf der LP BLP 5032 veröffentlicht. Nach Clifford Browns Tod 1956 erschienen die Aufnahmen – jedoch ohne die Titel Bellarosa und
Brownie Eyes – auf der Blue Note LP BLP 1526. Die CD-Edition von 2001 enthält die beiden vollständigen Sessions mit allen bisher unveröffentlichten alternate takes und neuen liner notes von Bob Blumenthal. Die beiden Sessions von 1953 sind auch in der 4-CD-Edition The Complete Blue Note and Pacific Recordings enthalten (BN 34195-2).
Das Blue-Note-Album Memorial Album ist nicht zu verwechseln mit dem Album Clifford Brown Memorial (PRLP 7055), das bei Prestige Records erschien und Material des Trompeters vom Juni 1953 mit Idrees Sulieman, Gigi Gryce, Tadd Dameron, Benny Golson u. a. enthält.

## Titelliste
Memorial Album (BLP 1526, 1956)
1. Carvin’ the Rock (Elmo Hope/Sonny Rollins) 3:53
2. Cookin’ (Lou Donaldson) 3:10
3. Brownie Speaks (Brown) 3:43
4. De-Dah (Elmo Hope) 4:47
5. You Go to My Head (J.F. Coots/H. Gillespie) 4:16
6. Wail Bait (Quincy Jones) 3:59
7. Hymn of the Orient (Gryce) 4:03
8. Cherokee (Ray Noble) 3:23
9. Easy Living (Leo Robin/Ralph Rainger) 3:40
10. Minor Mood (Clifford brown) 4:31

Memorial Album (CD-Neuausgabe, 2001)
1. Bellarosa (Elmo Hope) 4:11
2. Carvin’ the Rock (Elmo Hope/Sonny Rollins) 3:53
3. Cookin’ (Lou Donaldson) 3:10
4. Brownie Speaks (Brown) 3:43
5. De-Dah (Elmo Hope) 4:47
6. You Go to My Head (J.F. Coots/H. Gillespie) 4:16
7. Carvin’ the Rock (alternate take #1) 3:48
8. Cookin’ (alternate take) 3:05
9. Carvin’ the Rock (alternate take #2) 4:02
10. Wail Bait (Quincy Jones) 3:59
11. Hymn of the Orient (Gryce) 4:03
12. Brownie Eyes (Jones) - 3:56 (CD-Bonus)
13. Cherokee (Ray Noble) 3:23
14. Easy Living (Leo Robin/Ralph Rainger) 3:40
15. Minor Mood (Clifford Brown) 4:31
16. Wail Bait (alternate take) 4:03
17. Cherokee (alternate take) 3:38
18. Hymn of the Orient (alternate take) 4:01

- The Lou Donaldson/Clifford Brown Quintet (1–9), 9. Juni 1953, WOR Studios, New York City
- The Clifford Brown Sextet (10–18), 28. August 1953, Audio Video Studios, New York City